# Ligidium cycladicum
Ligidium cycladicum is een pissebed uit de familie Ligiidae. De wetenschappelijke naam van de soort is voor het eerst geldig gepubliceerd in 1977 door Matsakis.